# 喜力體驗
喜力體驗（荷蘭語：Heineken Experience）是位於荷蘭首都阿姆斯特丹市的一座博物館。博物館始建於1867年。到1988年為止，這裡曾是喜力啤酒的工廠。1991年，工廠改裝為博物館開業。2008年11月3日，喜力體驗在經過翻新之後重新開張。

## 画廊

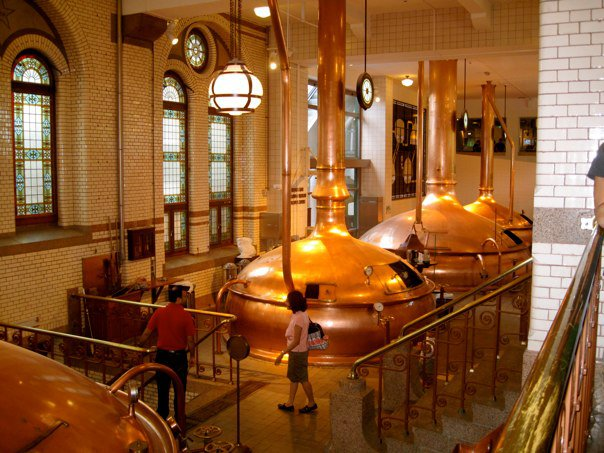
2010年喜力体验内部
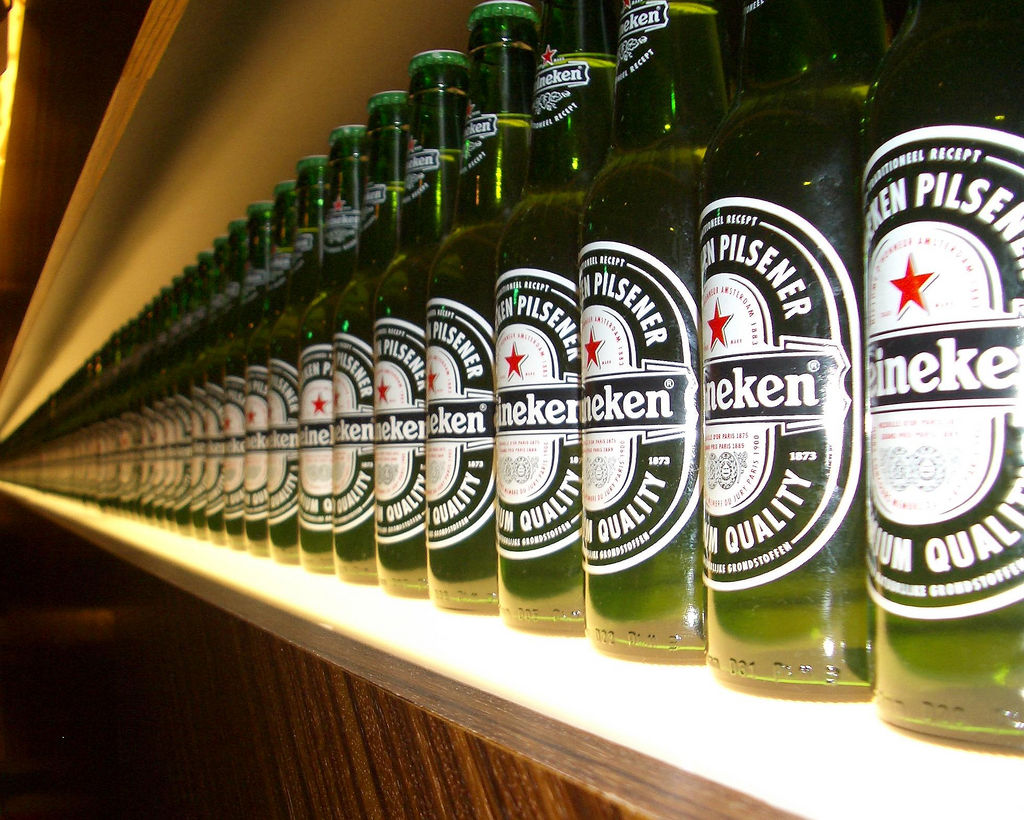
喜力啤酒酒瓶

## 外部連結
- Heineken Experience（页面存档备份，存于）